# 동경 사자와 명동 호랑이
《동경 사자와 명동 호랑이》는 1970년 공개된 대한민국의 영화이다.

## 배역
- 최무룡
- 김지미
- 장동휘
- 최지희
- 독고성
- 박암
- 황백
- 김신재
- 장훈
- 오백산
- 박기택
- 안태섭
- 박동용
- 김영인
- 김홍규
- 신찬일
- 최재호
- 김광일
- 마도식
- 남충일
- 조춘
- 지방열
- 석인수